# Kirchenmusik in Prenzlau
Die Kirchenmusik in Prenzlau hat eine lange Tradition. Seit den ersten Klostergründungen im unmittelbaren Stadtgebiet (Dominikaner- und Franziskanerkloster, Sabinen-Kloster) im 12. Jahrhundert wurde der Gesang durch die Ordensleute gepflegt.

## Orgeln der Stadt

### Evangelische Kirche St. Nikolai
Bereits im Jahre 1457 wird erstmals für die Nikolaikirche Prenzlau ein Orgelbau erwähnt; Baumeister und Größe des Instrumentes lassen sich jedoch nicht mehr ermitteln.
1595 erhielt die Gemeinde eine neue Orgel von Nikolaus Maaß aus Stralsund. 1789 kam es zu einem erneuten Orgelneubau durch Johann Simon Buchholz aus Berlin. Dieses Instrument musste 1890 einem Werk von Wilhelm Sauer, Frankfurt/Oder, weichen, das noch heute in veränderter Form erhalten ist.

### Evangelische Kirche St. Marien
1567/68 wurde das Wahrzeichen der Stadt, die Marienkirche, mit einer ersten Orgel ausgestattet, welche 1743 einem Neubau durch Johann Michael Röder weichen musste. 1847 konnte dann nach einer umfassenden Umgestaltung der Kirche im neogotischen Stil, die neue Orgel von Carl August Buchholz, Berlin, eingeweiht werden. Im Frühjahr 1945 wurde das Werk zerstört und nicht wieder ersetzt.

### Evangelische Kirche St. Jacobi
Das früheste Instrument ist für das Jahr 1585 nachzuweisen, der nächste Neubau erst 1852 durch Friedrich Kaltschmidt, Stettin. 1945 wurde auch dieses Werk zerstört und 1958 durch ein wesentlich kleineres von der Firma Schuke, Potsdam, ersetzt.

### Evangelische Kirche St. Sabinen
1817 erbaute Carl August Buchholz in dieser Kirche sein Meisterstück. Das Instrument musste bereits 1895 einem Neubau durch Wilhelm Sauer weichen. 1955 wurde die Sauer-Orgel entfernt und an ihrer Stelle eine neue Orgel von Alexander Schuke, Potsdam errichtet.

## Bedeutende Musiker
- Ernst Flügel, Komponist, Gymnasiallehrer und Organist in Prenzlau (St. Nikolai) von 1867 bis 1879

- Friedrich Schlimbach, Musikschriftsteller und Organist in Prenzlau (St. Marien) um 1830

## Chöre
Die Kantorei Prenzlau besteht seit 2007 und ging aus dem Kirchenchor der St.-Sabinen-Gemeinde hervor.